# ایوان مسجد جامع کاخک
ایوان مسجد جامع کاخک مربوط به دوره ایلخانی است و در کاخک، خیابان امام (آبشار) واقع شده و این اثر در تاریخ ۱۰ دی ۱۳۸۱ با شمارهٔ ثبت ۶۷۲۷ به‌عنوان یکی از آثار ملی ایران به ثبت رسیده است.